# Cabomba palaeformis
Cabomba palaeformis – gatunek rośliny wodnej z rodziny pływcowatych. 
Występuje w rejonie Zatoki Meksykańskiej Ameryki Północnej w Stanach Zjednoczonych na półwyspie Floryda, oraz w Ameryce Środkowej w Meksyku, w Belize, Gwatemali i Nikaragui.